# Civil War (còmics)
Civil War és una sèrie limitada de còmics de l'editorial Marvel Comics. Els esdeveniment narrats en Civil War afecten la majoria de sèries regulars de l'editorial, i es crea així un crossover entre el còmics de l'editorial. Originàriament es va publicar a mitjan 2006 i principis del 2007 als EUA. A Espanya va començar a publicar-se en el segon trimestre de 2007 per l'editorial Panini.
Els fets de Civil War són en part conseqüència del que va ocórrer durant el crossover House of M, i tindrien continuïtat en World War Hulk.

## Argument
Els Nous Guerrers un grup de joves superherois, en ple fervor publicitari, intenten la detenció d'un perillós grup de criminals per pujar la quota d'audiència del seu reality show. L'operació es complica i mig barri residencial (amb escola infantil inclosa) desapareix del mapa sota una bola de foc i destrucció. La societat contempla compungida els dramàtics fets i es produeix un contundent colp mediàtic contra els herois, la qual cosa condueix a una divisió visceral entre el públic i els que posseeixen habilitats sobrehumanes en general.
És llavors quan el Govern intervé amb una nova legislació per a regular els herois: un registre governamental de meta-humans amb l'obligació intrínseca de treballar per a S.H.I.E.L.D. (l'agència de protecció i intel·ligència dels EUA) donant suport i cooperant amb l'Estat, a més d'obtenir per fi el reconeixement ple de les autoritats, entrenament específic, segur sanitari i un bon sou. Els qui s'hi oposen seran tractats com a criminals, sense excepció.
No és difícil (en principi) deduir quins herois acaben en un bàndol i quins en un altre, però més d'una sorpresa està assegurada. Per un costat Iron Man, la Vespa, She-Hulk, Bishop i molts altres, i per un altre el Capità Amèrica, Luke Cage, Iron Fist, Nick Fúria entre d'altres. Però no es tracta només d'una lluita entre dos bàndols diferenciats, sinó la contraposició de dues ideologies sobre els drets dels herois. No es debaten els personatges, sinó els seus conceptes del bé i el mal, o de legal i d'il·legal.
En contra del que es podria pensar, tots aquests temes queden reflectits amb una certa cruesa i sense els clixés conciliadors habituals. Sense anar més lluny, el primer enfrontament directe entre les dues faccions se salda amb un heroi mort i una revelació aterridora sobre un dels principals integrants d'un dels bàndols, que no quedarà en lletra morta en el futur pròxim.
Millar traça una línia a l'univers Marvel utilitzant alguns conceptes que ja ha utilitzat per exemple en The Ultimates (on els herois són "persones de destrucció massiva" sota les ordenes del Govern i guanyar-se els mitjans de comunicació és tan decisiu com qualsevol batalla contra alienígenes) o The Autorithy (amb super-humans descontrolats operant a nivell mundial per damunt de qualsevol govern establit, amb les repercussions que això comporta). L'art corre a compte de Steve McNiven. Aquest autor, ja va treballar en Ultimate Secret i The New Avengers.
Tot i que Civil War és una mini-sèrie independent que es pot llegir sense problemes ni manques de continuïtat, totes les col·leccions estaran patint aquesta Guerra Civil en les seues carns, és més, sèries noves apareixeran i és possible que alguna desaparega.